# Annum ingressi
Annum ingressi je pismo, ki ga je napisal papež Leon XIII. leta 1902.
Pismo je bilo naslovljeno vsem škofov kot pregled delovanja ob 25. obletnici nastopa pontifikata. V pismu je tudi obsodil prostozidarstvo.